# Forum d'Arcadius

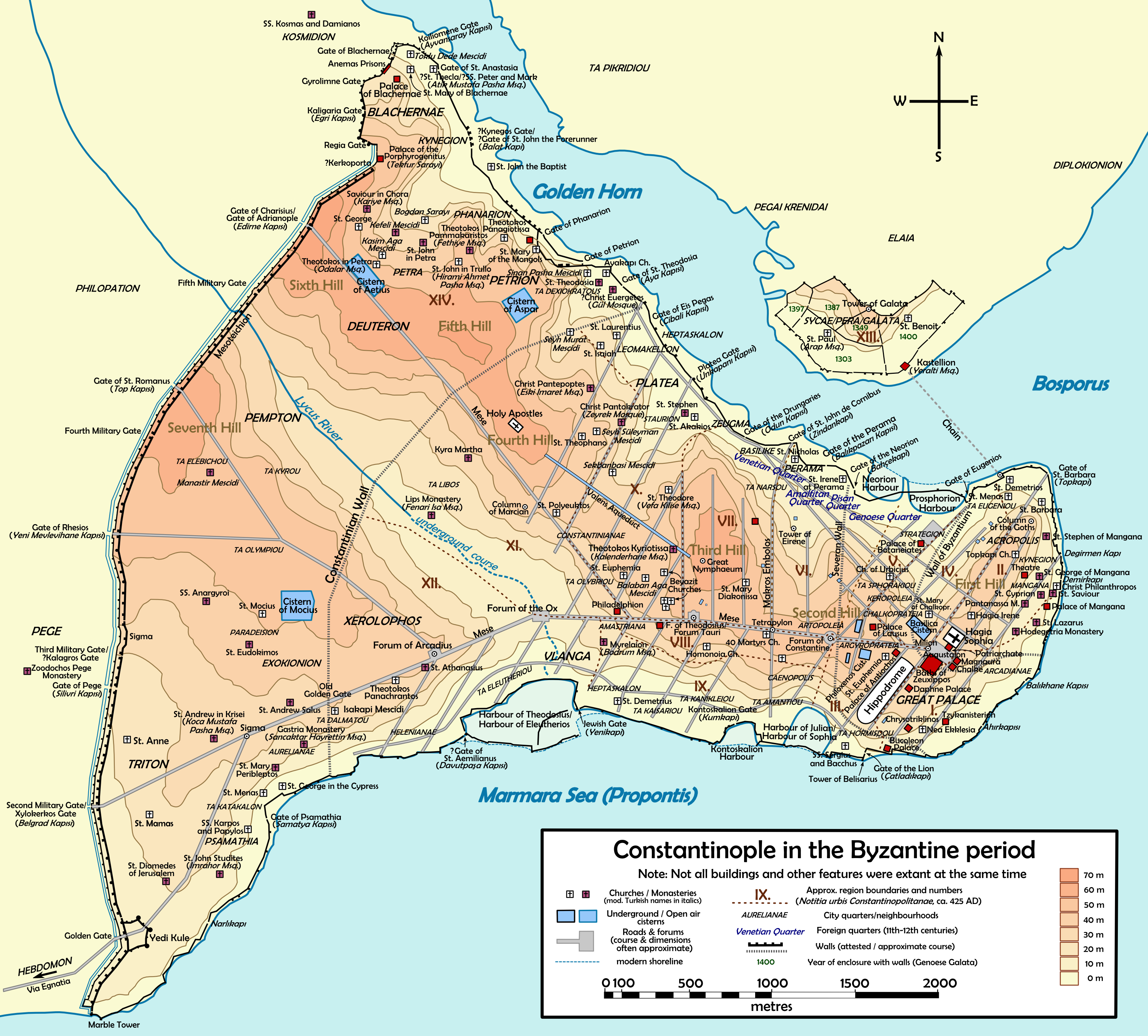
Carte de Constantinople byzantine : le forum d’Arcadius est le dernier forum à l’ouest avant d’arriver au mur de Constantin.

Le Forum d’Arcadius (grec moderne : Φόρος τοῦ Ἀρκαδίου; latin : Forum Arcadii) fut construit sous l’empereur Arcadius (r. 395 – 408) dans la XIIe région de Constantinople, aujourd’hui Istanbul (Turquie). Il fut converti en bazar pendant la période ottomane. Il n’en subsiste aujourd’hui qu’une partie de l’escalier en spirale à l’intérieur de la colonne d’Arcadius qui se trouvait au centre du forum.

## Emplacement
Aujourd’hui, localisé dans le quartier Cerrahpaşa au sein du district de Fatih,  ce qui reste de la colonne qui ornait le centre du forum se trouve au coin de Cerra Paşa Caddesi et Haseki Kadin Sokagi . C’était le dernier d’une série de quatre forums qui s’échelonnaient sur la Mesē (la principale avenue de Constantinople) du Milion à l’est de la ville au mur de Théodose et à la porte d’Or à l’ouest : le forum de Constantin (2e colline), le forum de Théodose (3e colline), le forum Bovis (ou du bœuf, entre la 3e et la 7e colline) et le forum d’Arcadius (7e colline).

## Histoire

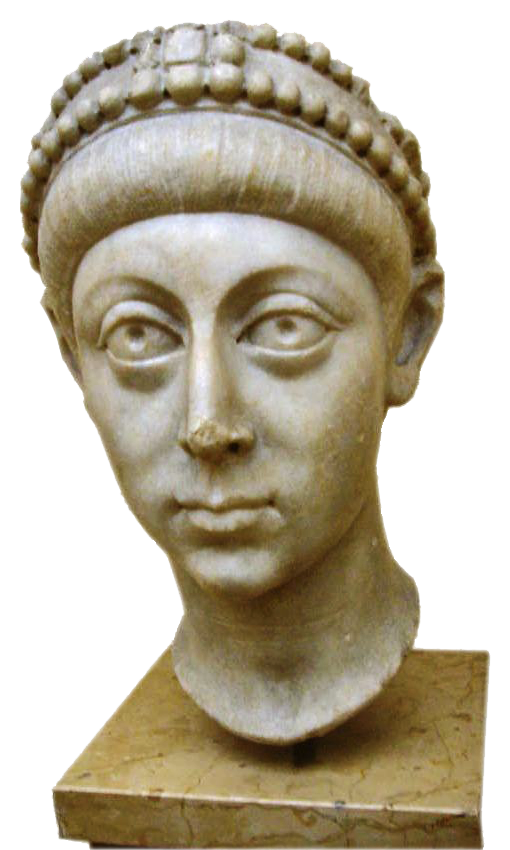
Buste du IV trouvé près du forum et que l’on croit être dès lors celui de l’empereur Arcadius (Musée archéologique d’Istanbul).

Le forum fut construit en 403 en transformant un ancien marché public  du quartier Xerolophos, au pied de la VIIe colline de Constantinople, dans la région XII. Comme ce fut le cas pour le forum de Constantin et le forum de Théodose, une colonne monumentale en son centre devait célébrer les exploits de l’empereur, plus précisément sa « victoire » contre Gainas et le massacre des Goths à Constantinople en 400. Arcadius ne devait pas vivre assez longtemps pour en voir l’achèvement; ce fut son fils, Théodose II (r. 408 – 450) qui devait le compléter en mettant une statue équestre au sommet de la colonne. Ce forum devait probablement être utilisé à des fins de cérémonies officielles.
La statue qui couronnait la colonne fut d’abord endommagée en 542 par un tremblement de terre et en 549 par la foudre. Un nouveau tremblement de terre en 740 la détruisit en la faisant tomber de son socle .
Après la conquête de Constantinople par les Ottomans en 1453, le forum fut transformé en bazar avec maisons de bois, appelé Avrat Pazari ou Bazar des femmes après avoir été confondu avec le marché aux esclaves de Tavukpazari près de Nur-u Osmaniye où l’on mettait à l’encan des femmes qui, à titre de concubines ou Cariye, jouissaient dans la tradition de l’époque d’un statut social élevé. Cette pratique devait être abolie en 1847 par Mustafa Reşid Pascha.

## Architecture

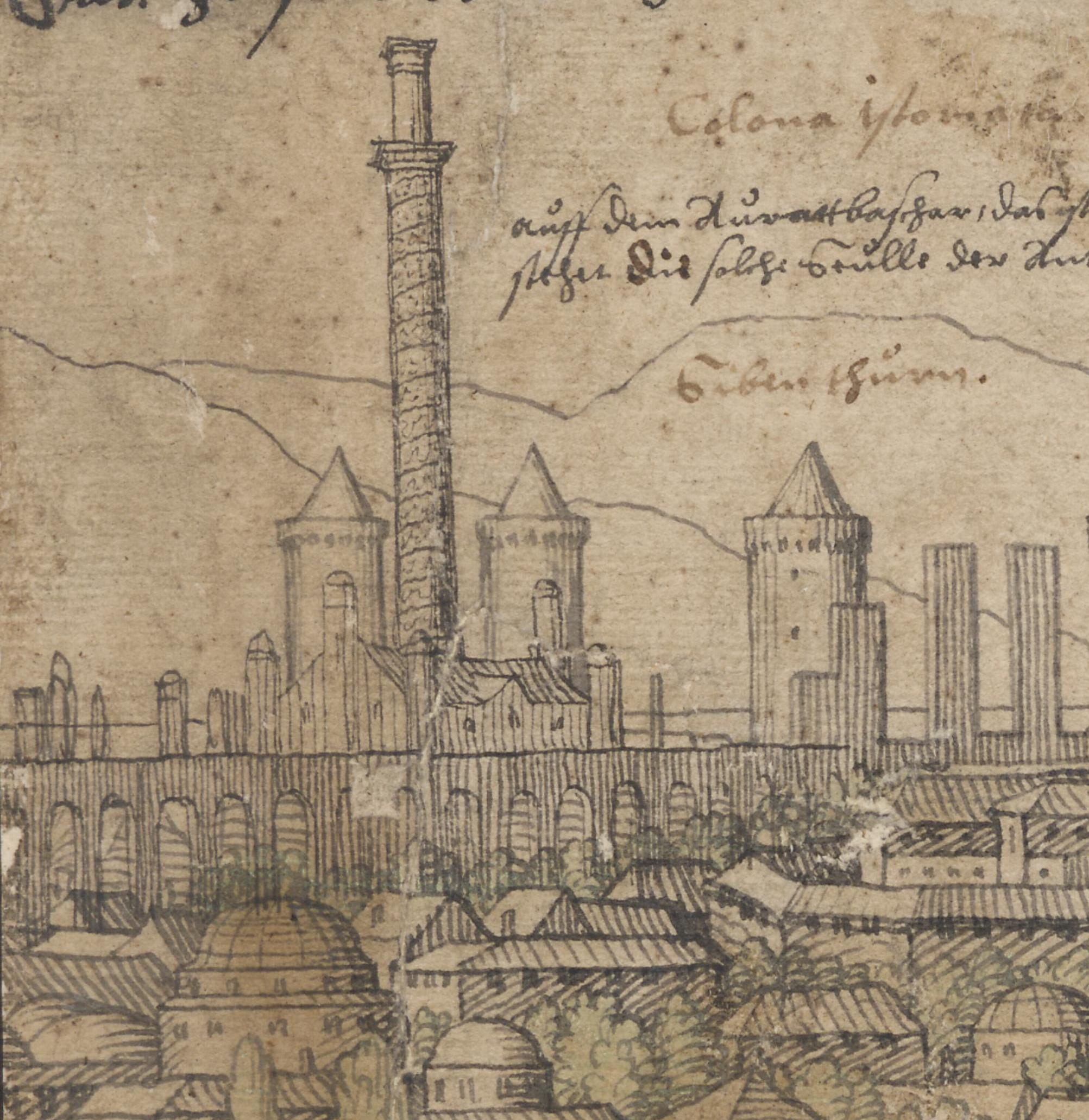
Vue de Constantinople d’après une illustration de Melchior Lorck (1559).

De l’ensemble du forum, il ne reste aujourd’hui que quelques pierres appartenant à l’escalier intérieur de la colonne. À l’instar de la colonne de Trajan à Rome, la colonne était entourée d’une frise s’enroulant quatorze fois autour d’elle et représentant les triomphes d’Arcadius sur les barbares, représentations traditionnelles sans doute puisque le jeune empereur ne participa jamais à une campagne, .  Haute d’environ 50 mètres, la colonne était surmontée d’un énorme chapiteau corinthien sur lequel reposait une statue équestre d’Arcadius placée là en 421 par son fils et successeur. Celle-ci tomba de son socle lors du tremblement de terre de 704 et la colonne elle-même fut démolie en 1715, son état précaire faisant craindre son effondrement sur les maisons voisines.
D’un diamètre de 3,6 mètres de large, la colonne était creuse et un escalier en spirale de 233 marches, éclairé par 56 fenêtres, permettait d’atteindre le sommet. De nos jours il ne subsiste qu’une partie de cette cage d’escalier coincée entre deux immeubles-appartements sur Cerra Paşa Caddesi. On peut y accéder par une porte située au pied de la colonne dans l’un de ces deux immeubles. La base mutilée et quelques éléments de la frise peuvent être vus au Musée archéologique d’Istanbul.